# Moclín
Moclín é um município da Espanha na província de Granada, comunidade autónoma da Andaluzia, de área  km² com população de 4091 habitantes (2007) e densidade populacional de 37,60 hab/km².

## Demografia
| Variação demográfica do município entre 1991 e 2004 | Variação demográfica do município entre 1991 e 2004 | Variação demográfica do município entre 1991 e 2004 | Variação demográfica do município entre 1991 e 2004 |
| --------------------------------------------------- | --------------------------------------------------- | --------------------------------------------------- | --------------------------------------------------- |
| 1991                                                | 1996                                                | 2001                                                | 2004                                                |
| 4 744                                               | 4 742                                               | 4 488                                               | 4 243                                               |